# Dirk Brüel
Dirk van Cappellen Brüel (* 29. Dezember 1942 in Kopenhagen) ist ein dänischer Kameramann.

## Leben
Dirk Brüel ist der Sohn des Kunstmalers Michael Brüel. Er studierte von 1967 bis 1969 an der renommierten Den Danske Filmskole. Bereits während des Studiums debütierte er mit dem von Tom O’Horgan inszenierten Boxiganga als Kameramann für einen Langspielfilm. Nach seinem Studium fand er regelmäßige Arbeit und konnte sich schließlich, nachdem er einige Kurzfilme und Dokumentationen drehte, sich als Kameramann für Spielfilme etablieren. Während seiner fast fünf Jahrzehnte als Kameramann war er für über 90 nationale wie internationale Film- und Fernsehproduktionen verantwortlich, wobei er mehrfach für renommierte Filmpreise nominiert und ausgezeichnet wurde. So wurde seine Arbeit an den beiden Filmen Magnetisøren's femte vinter und Springflut jeweils mit einem Robert für die Beste Kamera bedacht.
Sein Sohn ist der Kameramann Nicolaj Brüel.

## Filmografie (Auswahl)
- 1967: Boxiganga
- 1974: Heißer Sex in Dänemark (Nøglehullet)
- 1975: Per – auf gefährlichem Weg (Per)
- 1977: Kein Ausweg für Clark (Clark)
- 1978: Flitterwochen (Honning måne)
- 1983: Kein schöner Land (Der er et yndigt land)
- 1986: Flambierte Herzen (Flamberede hjerter)
- 1990: Springflut (Springflod)
- 1991: Der Feind im Inneren (De nøgne træer)
- 1994: Tochter des Puma (La hija del Puma)
- 1995: Ein Zirkus für Sarah (Cirkus Ildebrand)
- 1997: Das Paradies ist nirgendwo (Et hjørne af paradis)
- 1998: Wenn Mama nach Hause kommt (Når mor kommer hjem)
- 1999: Liebe beim ersten Schluckauf (Kærlighed ved første hik)
- 1999: Magnetisøren's femte vinter
- 2001: Ein richtiger Mensch (Et rigtigt menneske)
- 2001: Kat – Eine Katze hat neun Leben. Du hast nur eins. (Kat)
- 2001: Sommer mit Onkel Erik (Min søsters børn)
- 2004: Return to Sender
- 2007: Anna Pihl – Auf Streife in Kopenhagen (Anna Pihl, Fernsehserie, fünf Folgen)
- 2007: Schwarze Nelke (Svarta nejlikan)
- 2012: Marie Krøyer
- 2014: Silent Heart – Mein Leben gehört mir (Stille hjerte)
- 2018: Per im Glück (Lykke-Per)